# 戴錫祉
戴錫祉（？年—？年），字受之，江蘇省如皋縣人，四川知縣。

## 生平
- 南充縣主簿[1][2]
- 道光二十一年代理四川鄰水縣知縣[3]
- 道光二十一年代辦西充縣知縣[4]
- 道光二十二年七月陞任東鄉縣主簿[5]
- 道光二十九年九月陞任峨邊廳沙坪經歷[6][7][8]
- 咸豐三年署黔江縣知縣[9][10]
- 咸豐五年二月，防堵岀力，以應升之缺升用[11]
- 牛華谿鹽場大使[12]。